# Den stora restauranten
Den stora restauranten (franska: Le Grand Restaurant) är en fransk komedifilm från 1966 i regi av Jacques Besnard.

## Rollista i urval
- Louis de Funès - M. Septime
- Bernard Blier - kommissarien
- Maria-Rosa Rodriguez - Sophia
- Folco Lulli - president Novales
- Venantino Venantini - Henrique
- Noël Roquevert - ministern
- Robert Dalban - konspiratören
- Raoul Delfosse - kökschefen
- Olivier De Funès - kökspojken